# Hrabia Kitchener

## Informacje ogólne
- Dodatkowymi tytułami hrabiów Kitchener są:
  - wicehrabia Kitchener
  - wicehrabia Broome
  - baron Kitchener
  - baron Denton
- Najstarszy syn hrabiego Kitchener nosi tytuł wicehrabiego Broome
- Rodową siedzibą hrabiów Kitchener jest Westergate Wood niedaleko Arundel w hrabstwie Sussex

Hrabiowie Kitchener 1. kreacji (parostwo Zjednoczonego Królestwa)
- 1914–1916: Horatio Herbert Kitchener, 1. hrabia Kitchener
- 1916–1937: Henry Elliott Chevallier Kitchener, 2. hrabia Kitchener
- 1937-2011: Henry Herbert Kitchener, 3. hrabia Kitchener